# NMBS/SNCB-Reihe 12 (1939)
Die Dampflokomotiven der NMBS/SNCB-Reihe 12 waren mit Stromlinienverkleidung versehene Schlepptenderlokomotiven mit der Achsfolge 2’B1’ (Bauart „Atlantic“). Sie wurden von den belgischen Staatsbahnen NMBS/SNCB 1939 bei der Firma Cockerill beschafft. Vorgesehen waren sie für die Beschleunigung des Schnellzugdienstes zwischen Brüssel und Ostende.

## Geschichte
Wie verschiedene europäische und amerikanische Bahngesellschaften war auch die belgische Staatsbahn in den 1930er Jahren bestrebt, die Geschwindigkeit ihrer Fernzüge zu erhöhen, vor allem auf der wichtigen Verbindung zwischen der Hauptstadt Brüssel und dem Fährhafen Ostende. Zwar wurden ab 1935 die neuen leistungsfähigen Pacifics der Reihe 1 ausgeliefert, mit 120 km/h Höchstgeschwindigkeit reichten diese jedoch nicht für die angestrebte Beschleunigung aus. Die französische PLM und die amerikanische Milwaukee Road hatten hierzu erfolgreich leichte Züge mit stromlinienverkleideten Dampflokomotiven der Bauart „Atlantic“ beschafft. Orientiert an diesen Vorbildern entwickelte die SNCB/NMBS zusammen mit Cockerill unter der Leitung ihres Chefingenieurs Raoul Notesse eine Stromliniendampflokomotive der Bauart Atlantic. Es war die letzte Lokomotivbaureihe mit dieser Achsfolge, zugleich waren sie die größten und schwersten je gebauten europäischen Atlantic-Lokomotiven.
Die Lokomotiven wurden von Cockerill 1939 geliefert und kamen nach kurzer Erprobung ab 15. Mai 1939 in den planmäßigen Dienst. Bei einer der Versuchsfahrten hatte die Lokomotive 1202 eine Höchstgeschwindigkeit von 165 km/h erreicht. Im Sommer 1939 bespannten die Lokomotiven der Reihe 12 Züge zwischen Brüssel und Ostende, darunter mit den beiden Zugpaaren 401/402 und 405/404 die zu dieser Zeit schnellsten planmäßig dampfbespannten Züge der Welt. Die beiden Zugpaare legten die 114,3 Kilometer lange Strecke zwischen dem Brüsseler Südbahnhof und dem Bahnhof Oostende bei einem Zwischenhalt in Brügge in genau einer Stunde zurück. Zwischen Brüssel und Brügge erreichten die Züge sogar eine Reisegeschwindigkeit von 120,46 km/h, damals Weltrekord und bis heute Europarekord für dampfbespannte Züge zwischen zwei Bahnhöfen. Dazu trug die gute Beschleunigung der Reihe 12 bei, die damit andere schnelle Dampfzüge wie etwa den Henschel-Wegmann-Zug der Deutschen Reichsbahn zwischen Berlin und Dresden hinter sich ließ. Die Milwaukee Road legte allerdings bald nach und bereits ab Juli 1939 fuhr der Morning Hiawatha, der zuvor den Weltrekord gehalten hatte, zwischen den Bahnhöfen Sparta und Portage etwas schneller und erreichte 121,95 km/h planmäßige Reisegeschwindigkeit.
Der Ausbruch des Zweiten Weltkriegs führte zu einer deutlichen Reduzierung des Zugverkehrs im zunächst noch neutralen Belgien. Bereits im Winterfahrplan 1939/40 verkehrte nur noch ein schnelles Zugpaar nach Ostende. Ab März 1940 führte die Reihe 12 zudem ein schnelles Zugpaar zwischen Brüssel und Lüttich. Mit Beginn des Westfeldzugs musste der planmäßige Schnellzugverkehr zunächst ganz eingestellt werden. Während der deutschen Besetzung Belgiens waren Schnellfahrten nicht möglich, die Lokomotiven wurden im normalen Schnellzugdienst von Brüssel aus eingesetzt.

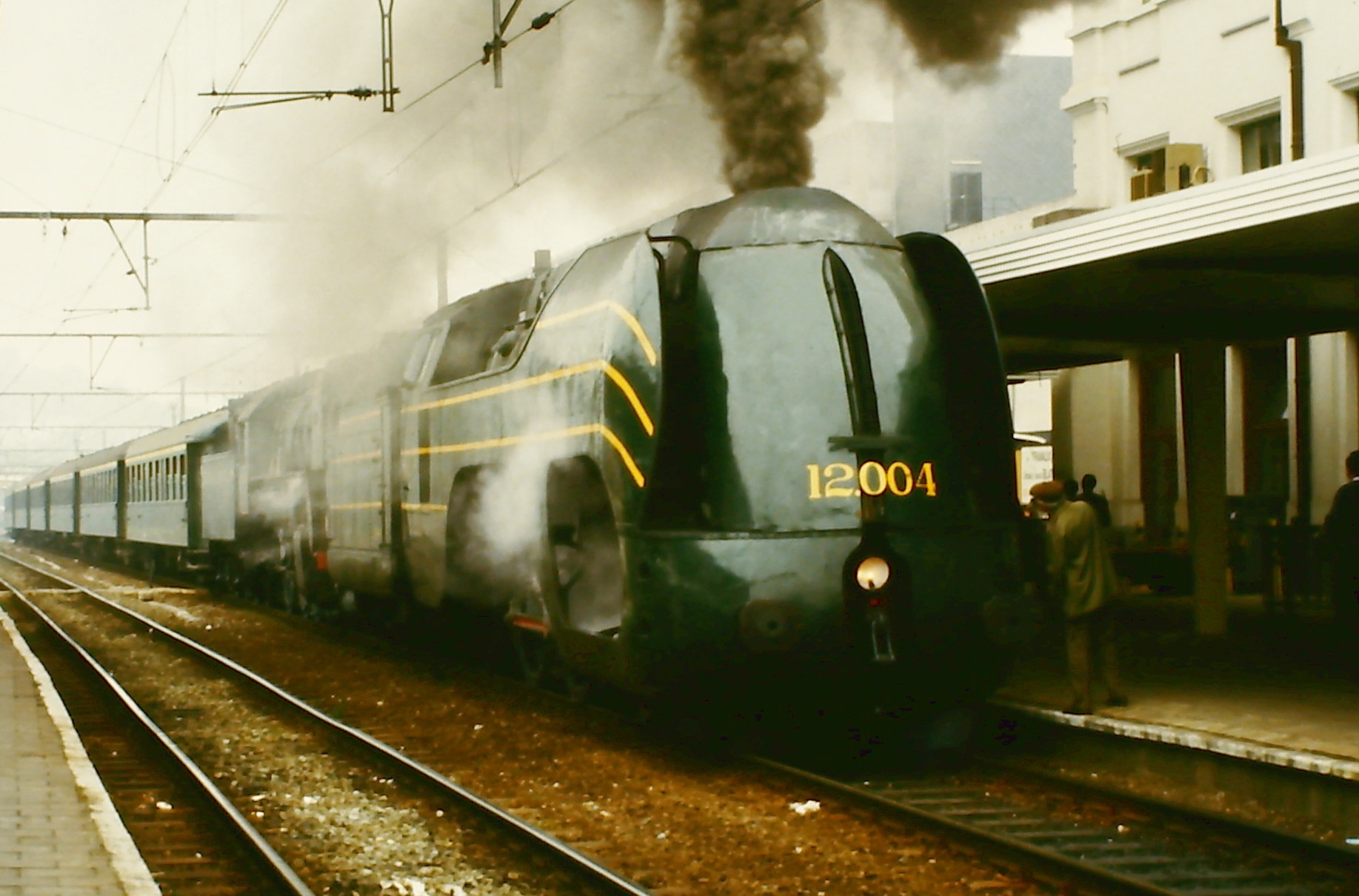
Lokomotive 12.004 vor einem Sonderzug im Oktober 1986 in Namur

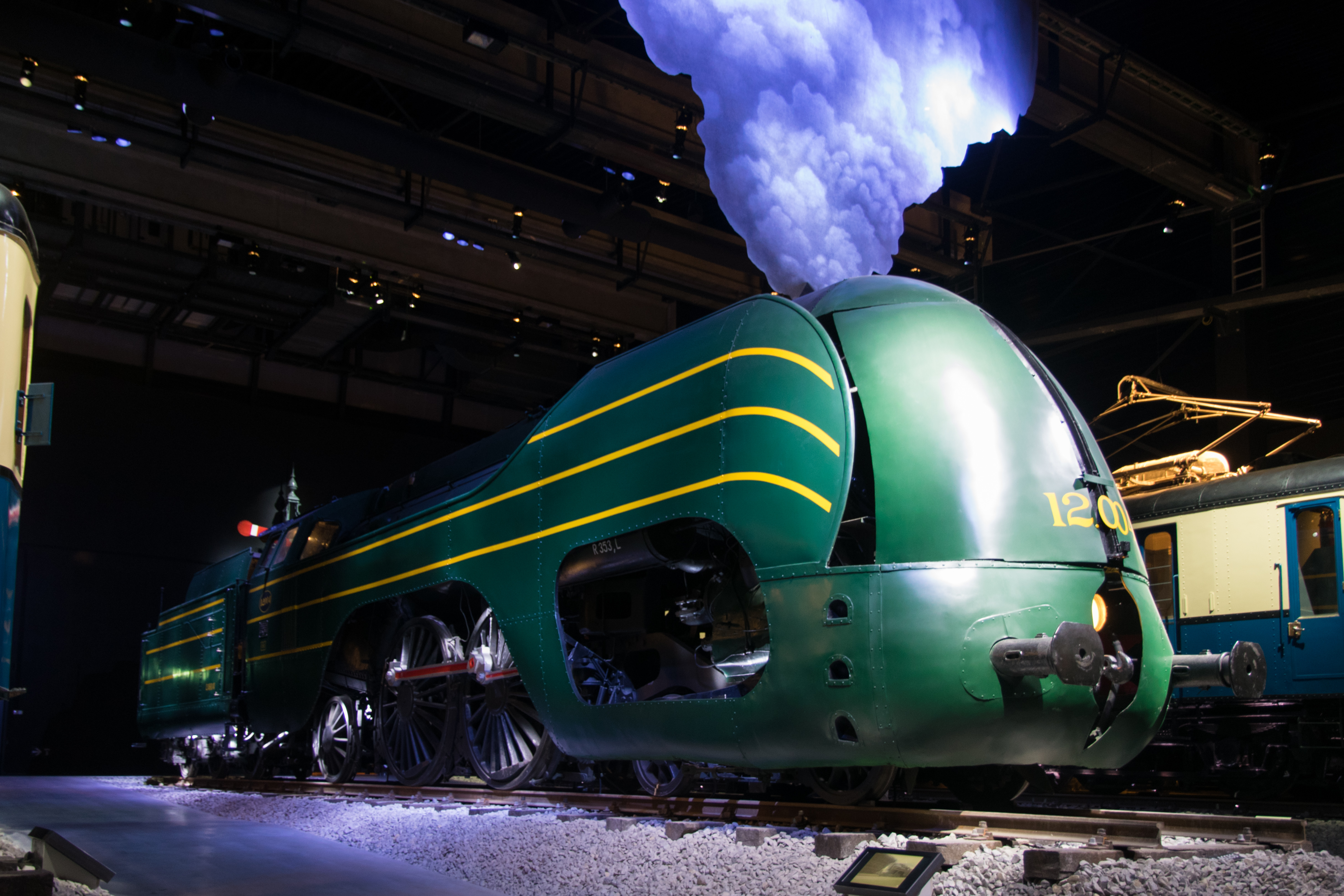
Lokomotive 12.004 in der Train World, Brüssel

Nach dem Krieg begann die SNCB/NMBS zügig mit der Elektrifizierung ihrer Hauptstrecken. Ab 1955 war auch zwischen Ostende und Brüssel der Fahrdraht komplett und der Einsatz von Dampflokomotiven verzichtbar. Die Reihe 12 wurde vor Schnellzügen auf den Strecken von Brüssel nach Lille, Tournai und Mons eingesetzt. Ihre zulässige Höchstgeschwindigkeit von 140 km/h wurde auf der Strecke nach Lille auch ausgenutzt, die Reisegeschwindigkeiten der Vorkriegszeit wurden jedoch nicht wieder erreicht. 1962 schieden die Lokomotiven aus dem Plandienst aus und wurden ausgemustert.
Die Lokomotive 12.004 blieb als einziges Exemplar erhalten. Zum 150-jährigen Jubiläum der belgischen Eisenbahnen im Jahr 1985 wurde sie betriebsfähig aufgearbeitet und über mehrere Jahre vor Sonderzügen eingesetzt. Nach einem schweren Schaden wurde sie nicht betriebsfähig aufgearbeitet und befindet sich in der Sammlung des belgischen Eisenbahnmuseums Train World im Bahnhof Schaerbeek/Schaarbeek.

## Technik
Die Reihe 12 besitzt einen Barrenrahmen und Innenzylinder mit Außensteuerung. Diese für die Bauzeit ungewöhnliche Konstruktion sollte die bei Zweizylinderlokomotiven auftretenden Zuckbewegungen reduzieren. Während die ersten vier Lokomotiven eine herkömmliche Walschaerts-Steuerung erhielten, bekam die 1205 eine Dabeg-Ventilsteuerung und die 1206 eine Caprotti-Ventilsteuerung.
Der Kessel war von konventioneller Bauart, der Rost für Steinkohlenfeuerung ausgelegt. Zur Erhöhung der Dampferzeugung erhielt die Feuerbüchse zusätzlich drei Wasserrohre eingezogen. Die Stromlinienverkleidung orientierte sich an französischen Vorbildern. Der Zugang zur Rauchkammer war durch mittig zu öffnende gerundete Frontteile gewährleistet. Die Windleitbleche setzten sich in Form von Verkleidungen bis zum Führerhaus fort, Kamin und Dom waren durch eine durchlaufende Verkleidung verdeckt. Im Unterschied etwa zu den meisten deutschen Stromlinienlokomotiven waren das Fahrwerk und der Antrieb der Reihe 12 durch weite Ausschnitte vor den Treibrädern und den Zylindern gut zugänglich.
Die dreiachsigen Schlepptender der Tenderreihe 19 stammten von älteren Lokomotiven und wurden an die Stromlinienverkleidung der Lokomotive adaptiert. Ihre vergleichsweise geringen Vorräte reichten für die vorgesehenen Einsätze auf den kurzen Strecken rund um Brüssel aus.

## Sonstiges
In der Graphic Novel La douce (auf Deutsch Atlantic 12) beschreibt der belgische Comiczeichner François Schuiten die Geschichte eines Lokomotivführers, der seine von der Ausmusterung bedrohte Lokomotive der Reihe 12 entführt.